# عمر باغايوكو
عمر باغايوكو (مواليد 19 سبتمبر 1975) هو لاعب كرة قدم مالي معتزل، لعب في مركز المهاجم. شارك مع منتخب مالي لكرة القدم في مباراة دولية واحدة عام 2000، وخاض مسيرة احترافية تنقّل خلالها بين عدة دول من بينها النمسا والكويت واليونان.

## المسيرة الكروية
لعب عمر باغايوكو لنادي دجوليبا في مالي، وبعد ذلك انتقل لفترة قصيرة إلى أوستريا فيينا في النمسا. لاحقًا، خاض تجربة احترافية في الكويت، قبل أن يبدأ مسيرته في اليونان، حيث انضم إلى أثيناكوس الذي كان ينشط في الدرجة الثانية. كما لعب لاحقًا مع نادي ثراسيڤولوس، وبعد ذلك مع نادي خالكيذا ليلاس ضمن منافسات الدرجة الثالثة.شارك باغايوكو في عدة مباريات دولية مع منتخب مالي لكرة القدم، من بينها مباراة ضمن تصفيات كأس الأمم الأفريقية 2000، وأخرى في تصفيات كأس العالم 2002 أمام ليبيا.